# Leslie Valiant
Pour les articles homonymes, voir Valiant.
Leslie Gabriel Valiant est un informaticien théorique britannique né le 28 mars 1949 à Budapest.

## Biographie
Valiant fait ses études supérieures au King's College de Cambridge et à l'Imperial College de Londres. À l'université de Warwick, il obtient un doctorat en informatique théorique en 1974 en soutenant une thèse sur les procédures de décision pour des familles d'automates à pile déterministes (Decision Procedures for Families of Deterministic Pushdown Automata) sous la direction de Mike Paterson. Il travaille aux universités de Leeds, d'Édimbourg et Carnegie-Mellon. Depuis 1982, Valiant enseigne à l'université Harvard. Il est le titulaire de la chaire Thomas Jefferson Coolidge en informatique théorique et mathématiques appliquées de la faculté d'ingéniérie et de sciences appliquées (Harvard School of Engineering and Applied Sciences).
Il a été le directeur de thèse de Mark Jerrum, lauréat du prix Gödel.

## Travaux
Les apports de Valiant à l'informatique théorique sont nombreux. Il est notamment connu pour ses travaux autour de l'apprentissage automatique, en particulier l'apprentissage PAC, et en théorie de la complexité avec l'introdution de la classe #P, le théorème de Vazirani-Valiant (en) et les algorithmes holographiques (en). Il a aussi étudié le calcul distribué et parallèle, où il a créé le modèle Bulk Synchronous Parallel (en).

## Distinctions
Valiant a reçu le prix Nevanlinna en 1986, le prix Knuth en 1997, le prix EATCS en 2008 et le prix Turing en 2010. Le 2 juillet 2012, il est devenu docteur honoris causa de l'ENS de Lyon.

## Référence
1. 1 2  (en) « Leslie Valiant », sur le site du Mathematics Genealogy Project
2. ↑  « Nevanlinna Prize : Leslie Valiant », sur Union mathématique internationale.
3. ↑  « Cérémonie de Doctorat Honoris causa pour Leslie G. Valiant », ENS de Lyon (consulté le 3 juillet 2012)